# تاریخچه گوگل

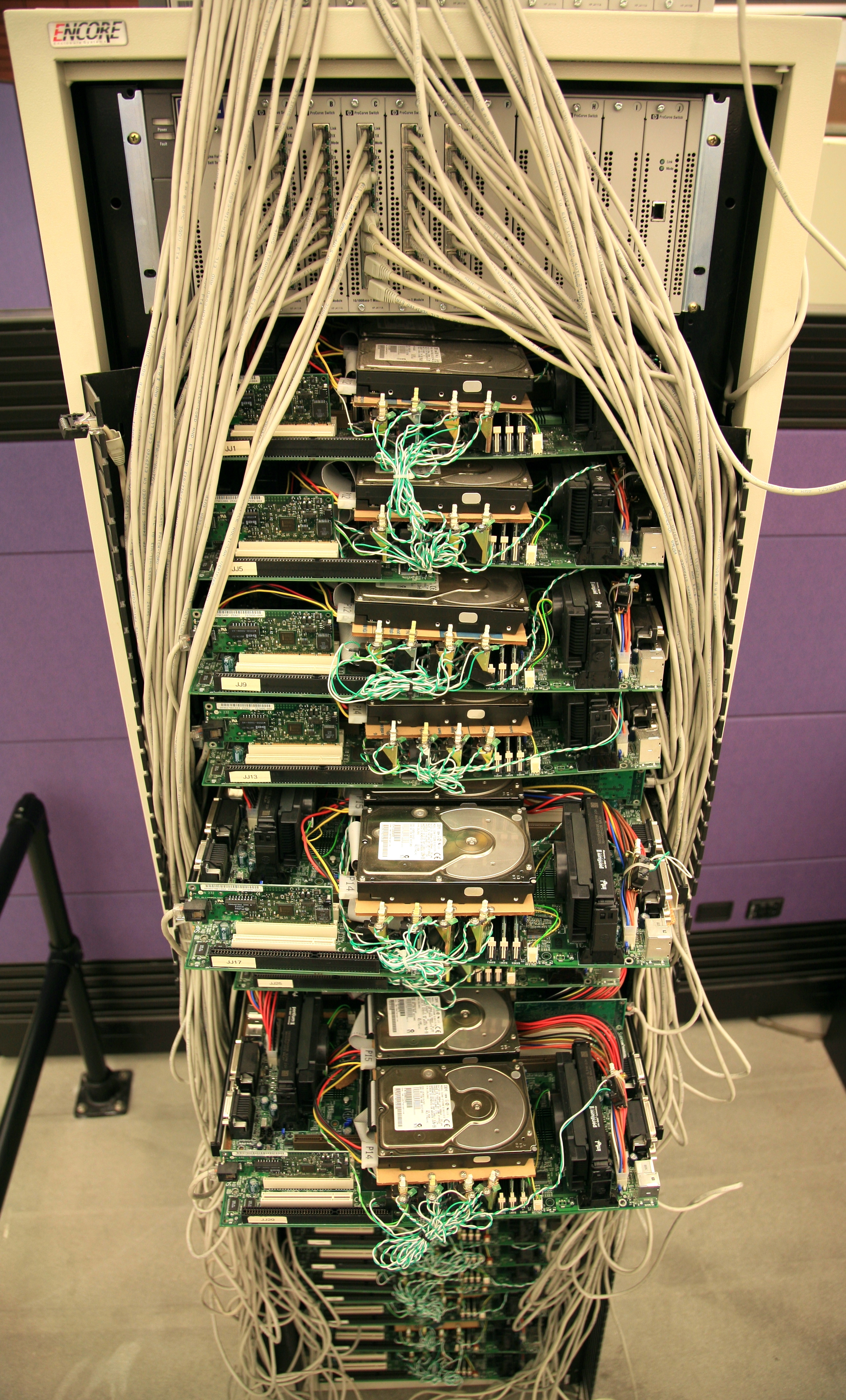
نخستین سرور گوگل که در آن از سخت‌افزار ساده و کم‌خرجی استفاده کرد

گوگل پروژهٔ تحقیقاتی بود که در ۴ آوریل ۱۹۹۸ توسط لری پیج و سرگئی برین دو دانشجوی دکترای دانشگاه استنفورد در کالیفرنیا رقم خورد. آن‌ها نام پروژه خود را "BackRub" گذاشته بودند زیرا موتور جستجوگر آن‌ها لینک‌های پشتیبانی سایت‌ها را بررسی می‌کرد و بر همان مبنا میزان اهمیت آن‌ها را در نتایج جستجو تعیین می‌کرد (که بعداً رتبه صفحه نامیده شد)،لبی که در همان زمان یک وبگاه کوچک دیگری با نام RankDex با روشی مشابه کار می‌کرد. موتور جستجوگر آن‌ها ابتدا با دامنه google.stanford.edu استفاده می‌شد و در ۱۵ سپتامبر سال ۱۹۹۷ دامنه google.com ثبت شد و در سپتامبر ۱۹۹۸ در واقع نخستین دفتر کار گوگل راه‌اندازی شد و این شرکت رسماً به ثبت رسید. در واقع نخستین دفتر کار گوگل در گاراژ خانهٔ سوزان وژکیکی در منلو پارک، کالیفرنیا قرار داشت. در اوت ۲۰۱۱ گوگل اعلام کرد که بخش تلفن‌های همراه شرکت موتورولا را خواهد خرید و چند ساعت پس از اعلام، صاحب آن شد. این شرکت برای خرید سهام موتورولا مبلغ ۱۲٫۵ میلیارد دلار به صورت نقد پرداخت می‌کند و براین اساس مالکیت موتورولا موبیلیتی به گوگل واگذار می‌شود و با این خرید صاحب ۱۹ هزار کارمند جدید خواهد شد. به دست آوردن شرکت موتورولا، که همکار اختصاصی برای اندروید محسوب می‌شود، گوگل را قادر خواهد ساخت تا اندروید را تقویت و رقابت بین سیستم‌های موبایل را افزایش دهد. موتورولا، دارای حق امتیاز اندروید باقی خواهد ماند و اندروید نیز متن باز باقی می‌ماند. گوگل، به شرکت موتورولا به عنوان یک کسب و کار مجزا نگاه کرده و آن را به صورت جداگانه خواهد گرداند. از سال ۲۰۰۷ که گوگل سیستم عامل مخصوص موبایل خود اندروید را عرضه داشته روز به روز بر محبوبیت آن افزوده شده و شرکت‌های معتبر و بزرگی تلفن‌های مبتنی بر سیستم عامل اندروید گوگل ارائه کردند. بیش از ۱۵۰ میلیون دستگاه اندرویدی در سرتاسر جهان وجود دارد و روزانه ۵۵۰ هزار دستگاه بر تعداد آنان اضافه می‌شود. شرکت موتورولا که قدمتی ۸۰ ساله در زمینهٔ ارتباطات و تلفن همراه دارد یکی از مهم‌ترین تولیدکنندگان تلفن همراه در آمریکا است و در رقابت با شرکت‌های بزرگی چون اچ‌تی‌سی و سامسونگ خیلی عقب مانده‌است.
کلمهٔ گوگل املای نادرست کلمهٔ گوگول (به انگلیسی: Googol)است که به معنای عدد یک و صد صفر است و هدف از به وجود آمدن این سایت رساندن تمامی اطلاعات به سراسر دنیا است و نخستین شعار رسمی این شرکت که توسط یکی از کارکنان شرکت گوگل برگزیده شد، «شرور نباشید» (DONT BE EVIL) بود.

## سرمایه و پیشنهاد اولیه عمومی‌سازی
نخستین بودجه گوگل در اوت ۱۹۹۸ توسط اندی بکتولشیم، مؤسس سان مایکروسیستمز که به مقدار ۱۰۰ هزار دلار بود به گوگل داده شد، و این در حالی بود که این شرکت هنوز ثبت نشده بود. در سال ۱۹۹۹ در حالی که برین و پیج که هنوز در حال تحصیل بودند، به این نتیجه رسیدند که موتور جستجویی که آن‌ها به وجود آوردند وقت بسیار زیادی از امور دانشگاهی آن‌ها را اشغال کرده‌است. آن‌ها سراغ جورج بل رفتند و به قصد ترغیب، پیشنهاد فروش آن به مبلغ یک میلیون دلار را به او دادند. او این پیشنهاد را رد کرد و در مذاکراتش، ۷۵۰ هزار دلار را به آن دو پیشنهاد داد. در ۷ ژوئن ۱۹۹۹، سرمایه‌ای حدود ۲۵ میلیون دلار اعلام شد.
پیشنهاد اولیه عمومی‌سازی (IPO) گوگل، پنج سال بعد در ۱۹ اوت ۲۰۰۴ صورت گرفت. شرکت سهام ۱۹٬۶۰۵٬۰۵۲تایی با ارزش ۸۵ دلار برای هر سهم را پیشنهاد داد. سهام به صورت یک مزایده آنلاین و منحصربه‌فرد که توسط مورگان استنلی و کردیت سویس ساخته شده بود به فروش رسید. فروش ۱٫۶۷ میلیارد دلاری سرمایه‌ای بیش از ۲۳ میلیارد دلار به گوگل داد. بیش از ۲۷۱ میلیون سهم از سهام تحت کنترل گوگل باقی‌مانده بود و بسیاری از کارمندان گوگل میلیونرهای روی کاغذ شدند. یاهو!، یکی از رقبای گوگل، نیز سود کرد، چرا که ۸٫۴ میلیون سهم از را گوگل را تا قبل از اینکه IPO انجام شود در اختیار داشت.
عملکرد سهام بعد از IPO خیلی خوب پیش رفت و در ۳۱ اکتبر ۲۰۰۷ به مرز ۷۰۰ دلار رسید، و دلیل اصلی آن فروش و درآمد بسیار بالا در قسمت تبلیغات اینترنتی بود. در حال حاضر کمپانی در فهرست بورس نزدک و تحت نام GOOG قرار دارد و در بورس فرانکفورت با نام GGQ1 در بازار سهام حضور دارد.